# Решетникова (Свердловская область)
Решетникова — деревня в Слободо-Туринском районе Свердловской области России, входит в состав муниципального образования «Слободо-Туринское сельское поселение». 

## Географическое положение
Деревня Решетникова муниципального образования «Слободо-Туринского района» Свердловской области расположена в 28 километрах (по автотрассе в 43 километрах) к юго-востоку от села Туринская Слобода, на левом берегу реки Тегень (правый приток реки Тура). В окрестностях деревни, в 2 километрах к западу расположено озеро Тегень. В половодье автомобильная связь с деревней затруднена.

## История деревня
В настоящее время деревня входит в состав муниципального образования «Слободо-Туринское сельское поселение».

## Население
| 2002 | 2010 | 2021 |
| ---- | ---- | ---- |
| 459  | ↘439 | ↘329 |